# Thumby
Thumby (tiếng Đan Mạch: Tumby) là một đô thị thuộc quận Rendsburg-Eckernförde, bang Schleswig-Holstein.